# Osasumwen Osaghae
Osasumwen Osaghae (Miami, Florida, 29 de julio de 1998) es un baloncestista estadounidense que pertenece a la plantilla de Spirou Charleroi de la BNXT League. Con 2,06 metros de estatura, juega en la posición de ala-pívot.

## Trayectoria deportiva
Es un jugador natural de Miami, Florida, formado en la Universidad Internacional de Florida, situada en Miami, donde jugó durante 3 temporadas en los Florida International Golden Panthers, desde 2016 a 2020.
Tras no ser elegido en el Draft de la NBA de 2020, el 2 de enero de 2021 firmó por el Kauhajoen Karhu de la Korisliiga finlandesa, en el que promedió 13.88 puntos en 17 encuentros.
El 23 de julio de 2021, firma por el MLP Academics Heidelberg, recién ascendido a la Basketball Bundesliga.
El 15 de junio de 2022 fichó por el equipo belga del Spirou Charleroi de la BNXT League.